# جایی که امید رشد می‌کند
جایی که امید رشد می‌کند (به انگلیسی: Where Hope Grows) یک فیلم درام آمریکایی محصول سال ۲۰۱۴ به نویسندگی و کارگردانی کریس داولینگ با بازی کریستوفر پولاها، ویلیام زابکا، بروک برنز، کر اسمیت، دانیکا مک‌کلر، مک‌کالی میلر و دیوید دسانکتیس است.

## خلاصه داستان
یک بازیکن حرفه‌ای بیسبال به دلیل مشکلات شخصی، دوران ورزشی‌اش بسیار کوتاه بوده، به‌طور ناگهانی با یک فروشنده مواد غذایی آشنا می‌شود که به بیماری سندرم داون مبتلا است. اکنون این دوست جدیدش به او قوت قلب می‌دهد تا به حرفه ورزشی‌اش بازگردد و…

## بازخوردها
- جایی که امید رشد می‌کند نقدهای متفاوتی از منتقدان دریافت کرد.
- در راتن تومیتوز، این فیلم دارای امتیاز ۵۰٪ است، بر اساس رای ۱۴ نقد، دارای امتیاز ۴٫۹ از ۱۰ است.[۴]
- در متاکریتیک، این فیلم بر اساس رای ۸ منتقد، امتیاز ۴۱ از ۱۰۰ را به دست آورده است که نشان‌دهنده «بررسی‌های مختلط یا متوسط» است.[۵]